# Patrick Chamusso
Patrick Chamusso (né en 1949 au Mozambique) est un membre du parti de l'African National Congress (ANC) en Afrique du Sud qui participa à des actions militantes pendant la période de l'Apartheid.
À l'âge de 28 ans, il obtient un emploi à la raffinerie de charbon de Secunda à l'est de Johannesburg. Il devient rapidement contremaître.  Il est arrêté en 1980 pour un attentat terroriste à la raffinerie, un crime dont il se dit innocent. Il est alors relâché après avoir été torturé. Il fuit alors au Mozambique où il rejoint le Umkhonto we Sizwe, la faction armée de l'ANC. Après son entrainement, il revient en Afrique du Sud où il organise à lui seul un nouvel attentat à la raffinerie. Après une importante chasse à l'homme, il est capturé et condamné à 24 ans de prison à Robben Island. En 1994, après dix années de prison, il est relâché en vertu de la loi d'amnistie du gouvernement. Il a ensuite créé un centre d'accueil pour 80 orphelins à Mpumalanga.
La notoriété de Chamusso est devenue mondiale à la suite du film de 2006 Au nom de la liberté qui relate sa lutte et son existence.